# Молдовське залізорудне родовище
Молдовське залізорудне родовище — перспективний залізорудний об'єкт Середнього Побужжя.

## Загальний опис
Розташоване на північній околиці с. Молдовка Голованівського району Кіровоградської області. Зруденіння приурочене до західного крила та частково північного замикання Молдово-Тарнуватської синклінальної структури північно-західного простягання, яка інтенсивно стиснена і перекинута на захід. Породи структури у вигляді останця розташовані в полі біотитових гранітів побузького комплексу і круто падають під кутами 78—82о Два поклади залізистих кварцитів згідно перешаровуються з піроксен-плагіоклазовими кристалосланцями, амфіболітами, гранат-біотитовими гнейсами, кальцифірами і скарноїдами бузької серії.
Рудні тіла залізистих кварцитів потужністю від 5 до 140 м при довжині 2,4 км часто перетинаються жилами кварц-польовошпатових метасоматитів потужністю до 2 м. Найбільш поширені ферогіперстенові та двопіроксенові залізисті кварцити, в яких широко проявлена метасоматична перекристалізація з утворенням крупнозернистих порід з відокремленням ділянок багатих магнетитових руд. Магнетитвмісні (рудні) кальцифіри мають тісний просторовий зв'язок із залізистими кварцитами. Багаті карбонат-магнетитові руди приурочені до центральної частини родовища, де утворюють стовбуроподібне тіло потужністю близько 90 м простежене до глибини 1200 м.
Кора вивітрювання по рудоносних породах представлена бурими залізняками та вохрами із середньою потужністю 77 м та вмістом загального заліза на рівні 40 %. Вміст загального заліза в карбонат-магнетитових рудах становить 38 %, в кварцитах — 27 %. Скарноподібні породи містять підвищені концентрації вольфраму (до 0,007 %), а кора вивітрювання залізистих порід золота (до 0,5 г/т). За генетичним типом руди родовища поділяються на скарнові, метаморфогенні та бурозалізнякові у корі вивітрювання. На родовищі проведено пошуково-оціночні роботи з підрахунком запасів по окремих типах руд категорії C2 та затверджено перспективні ресурси категорії P1. До цього часу родовище не розроблялося.